# Marie-Thérèse Reboul

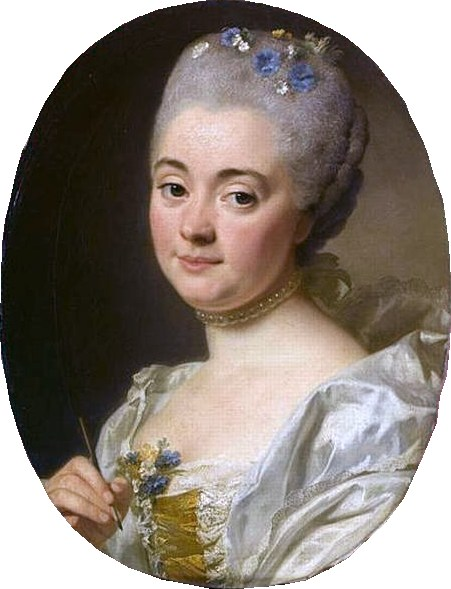
Marie Thérèse Reboul Vien av Alexander Roslin (1757).

Marie-Thérèse Reboul, känd som Madame Vien, född 1738, död 1806, var en fransk målare. Hon var från 1757 medlem av Académie Royale de Peinture et de Sculpture. Hon målade främst historiska motiv, stilleben och blommor, och var även gravör. 
Hon gifte sig 1757 med målaren Joseph-Marie Vien. Traditionell historieskrivning har utpekat hennes make som hennes lärare, men det finns ingenting som bekräftar detta, och det är möjligt att hon var elev till Françoise Basseporte. 
Hon valdes 1757 in i franska konstakademien. Hon var en av endast femton kvinnor som invaldes i den kungliga franska konstakademien före franska revolutionen, och vid den tidpunkt hon valdes in var hon den första sedan Rosalba Carriera och Margareta Haverman 35 år tidigare.
Hon deltog i akademiens utställningar mellan 1757 och 1767. Hennes specialitet anges vara blommor, fjärilar och fåglar. Hon graverade illustrationer till verk av  naturforskaren Michel Adanson (1757) antikvarien Ann-Claude de Quelus (1758).